# Olimpiai érmesek listája vívásban (férfiak)
Ez a lap a férfi olimpiai érmesek listája vívásban 1896-tól 2024-ig.

## Éremtáblázat (1896–2024)
(A táblázatokban Magyarország és a rendező nemzet sportolói eltérő háttérszínnel, az egyes számoszlopok legmagasabb értéke vagy értékei vastagítással kiemelve.)
| A nyári olimpiai játékok éremtáblázata férfi vívásban | A nyári olimpiai játékok éremtáblázata férfi vívásban | A nyári olimpiai játékok éremtáblázata férfi vívásban | A nyári olimpiai játékok éremtáblázata férfi vívásban | A nyári olimpiai játékok éremtáblázata férfi vívásban | Olimpia  |
| ----------------------------------------------------- | ----------------------------------------------------- | ----------------------------------------------------- | ----------------------------------------------------- | ----------------------------------------------------- | -------- |
|                                                       | Ország                                                | Arany                                                 | Ezüst                                                 | Bronz                                                 | Összesen |
| 1.                                                    | Franciaország (FRA)                                   | 40                                                    | 39                                                    | 32                                                    | 111      |
| 2.                                                    | Olaszország (ITA)                                     | 38                                                    | 40                                                    | 26                                                    | 104      |
| 3.                                                    | Magyarország (HUN)                                    | 31                                                    | 19                                                    | 21                                                    | 71       |
| 4.                                                    | Szovjetunió (URS)                                     | 13                                                    | 12                                                    | 14                                                    | 39       |
| 5.                                                    | Oroszország (RUS)                                     | 7                                                     | 2                                                     | 6                                                     | 15       |
| 6.                                                    | Dél-Korea (KOR)                                       | 6                                                     | 0                                                     | 6                                                     | 12       |
| 7.                                                    | Lengyelország (POL)                                   | 4                                                     | 8                                                     | 7                                                     | 19       |
| 8.                                                    | NSZK (FRG)                                            | 4                                                     | 6                                                     | 0                                                     | 10       |
| 9.                                                    | Kuba (CUB)                                            | 4                                                     | 3                                                     | 3                                                     | 10       |
| 10.                                                   | Belgium (BEL)                                         | 3                                                     | 3                                                     | 4                                                     | 10       |
| 11.                                                   | Japán (JPN)                                           | 3                                                     | 3                                                     | 0                                                     | 6        |
| 12.                                                   | Németország (GER)                                     | 3                                                     | 2                                                     | 6                                                     | 11       |
| 13.                                                   | Svédország (SWE)                                      | 2                                                     | 3                                                     | 2                                                     | 7        |
| 14.                                                   | Kína (CHN)                                            | 2                                                     | 3                                                     | 0                                                     | 5        |
| 15.                                                   | Románia (ROU)                                         | 2                                                     | 1                                                     | 3                                                     | 6        |
| 16.                                                   | Görögország (GRE)                                     | 2                                                     | 1                                                     | 2                                                     | 5        |
| 17.                                                   | Hongkong (HKG)                                        | 2                                                     | 0                                                     | 0                                                     | 2        |
| 18.                                                   | Egyesült Államok (USA)                                | 1                                                     | 9                                                     | 14                                                    | 24       |
| 19.                                                   | Svájc (SUI)                                           | 1                                                     | 2                                                     | 3                                                     | 6        |
| 20.                                                   | Egyesített Csapat (EUN)                               | 1                                                     | 2                                                     | 1                                                     | 4        |
| 21.                                                   | Nemzetközi Csapat (ZZX)                               | 1                                                     | 0                                                     | 0                                                     | 1        |
| 21.                                                   | Venezuela (VEN)                                       | 1                                                     | 0                                                     | 0                                                     | 1        |
|                                                       |                                                       |                                                       |                                                       |                                                       |          |
| 23.                                                   | Nagy-Britannia (GBR)                                  | 0                                                     | 5                                                     | 0                                                     | 5        |
| 24.                                                   | Az Orosz Olimpiai Bizottság versenyzői (ROC)          | 0                                                     | 2                                                     | 0                                                     | 2        |
| 25.                                                   | Ausztria (AUT)                                        | 0                                                     | 1                                                     | 3                                                     | 4        |
| 26.                                                   | Dánia (DEN)                                           | 0                                                     | 1                                                     | 1                                                     | 2        |
| 26.                                                   | Egyiptom (EGY)                                        | 0                                                     | 1                                                     | 1                                                     | 2        |
| 28.                                                   | NDK (GDR)                                             | 0                                                     | 1                                                     | 0                                                     | 1        |
| 28.                                                   | Norvégia (NOR)                                        | 0                                                     | 1                                                     | 0                                                     | 1        |
| 28.                                                   | Tunézia (TUN)                                         | 0                                                     | 1                                                     | 0                                                     | 1        |
|                                                       |                                                       |                                                       |                                                       |                                                       |          |
| 31.                                                   | Hollandia (NED)                                       | 0                                                     | 0                                                     | 5                                                     | 5        |
| 32.                                                   | Csehország (CZE)                                      | 0                                                     | 0                                                     | 2                                                     | 2        |
| 32.                                                   | Cseh Királyság (BOH)                                  | 0                                                     | 0                                                     | 2                                                     | 2        |
| 32.                                                   | Ukrajna (UKR)                                         | 0                                                     | 0                                                     | 2                                                     | 2        |
| 35.                                                   | Argentína (ARG)                                       | 0                                                     | 0                                                     | 1                                                     | 1        |
| 35.                                                   | Egyesült Német Csapat (EUA)                           | 0                                                     | 0                                                     | 1                                                     | 1        |
| 35.                                                   | Portugália (POR)                                      | 0                                                     | 0                                                     | 1                                                     | 1        |
| 35.                                                   | Spanyolország (ESP)                                   | 0                                                     | 0                                                     | 1                                                     | 1        |
|                                                       |                                                       |                                                       |                                                       |                                                       |          |
| Összesen                                              | Összesen                                              | 171                                                   | 171                                                   | 170                                                   | 512      |

## Aktuális versenyszámok

### Tőr, egyéni
| Olimpia              | Arany                                          | Ezüst                                          | Bronz                                                 |
| 1896, Athén          | Eugène-Henri Gravelotte · Franciaország (FRA)  | Henri Callot · Franciaország (FRA)             | Periklísz Pierákosz-Mavromihálisz · Görögország (GRE) |
| 1896, Athén          | Eugène-Henri Gravelotte · Franciaország (FRA)  | Henri Callot · Franciaország (FRA)             | Athanásziosz Vúrosz · Görögország (GRE)               |
| 1900, Párizs         | Émile Coste · Franciaország (FRA)              | Henri Masson · Franciaország (FRA)             | Marcel Boulenger · Franciaország (FRA)                |
| 1904, St. Louis      | Ramón Fonst · Kuba (CUB)                       | Albertson Van Zo Post · Egyesült Államok (USA) | Charles Tatham · Egyesült Államok (USA)               |
| 1908, London         | Nem szerepelt az olimpiai programban           | Nem szerepelt az olimpiai programban           | Nem szerepelt az olimpiai programban                  |
| 1912, Stockholm      | Nedo Nadi · Olaszország (ITA)                  | Pietro Speciale · Olaszország (ITA)            | Richard Verderber · Ausztria (AUT)                    |
| 1920, Antwerpen      | Nedo Nadi · Olaszország (ITA)                  | Philippe Cattiau · Franciaország (FRA)         | Roger Ducret · Franciaország (FRA)                    |
| 1924, Párizs         | Roger Ducret · Franciaország (FRA)             | Philippe Cattiau · Franciaország (FRA)         | Maurice Van Damme · Belgium (BEL)                     |
| 1928, Amszterdam     | Lucien Gaudin · Franciaország (FRA)            | Erwin Casmir · Németország (GER)               | Giulio Gaudini · Olaszország (ITA)                    |
| 1932, Los Angeles    | Gustavo Marzi · Olaszország (ITA)              | Joseph Levis · Egyesült Államok (USA)          | Giulio Gaudini · Olaszország (ITA)                    |
| 1936, Berlin         | Giulio Gaudini · Olaszország (ITA)             | Edward Gardère · Franciaország (FRA)           | Giorgio Bocchino · Olaszország (ITA)                  |
| 1948, London         | Jéhan de Buhan · Franciaország (FRA)           | Christian d’Oriola · Franciaország (FRA)       | Maszlay Lajos · Magyarország (HUN)                    |
| 1952, Helsinki       | Christian d’Oriola · Franciaország (FRA)       | Edoardo Mangiarotti · Olaszország (ITA)        | Manlio Di Rosa · Olaszország (ITA)                    |
| 1956, Melbourne      | Christian d’Oriola · Franciaország (FRA)       | Giancarlo Bergamini · Olaszország (ITA)        | Antonio Spallino · Olaszország (ITA)                  |
| 1960, Róma           | Viktor Zsdanovics · Szovjetunió (URS)          | Jurij Sziszikin · Szovjetunió (URS)            | Albert Axelrod · Egyesült Államok (USA)               |
| 1964, Tokió          | Egon Franke · Lengyelország (POL)              | Jean-Claude Magnan · Franciaország (FRA)       | Daniel Revenu · Franciaország (FRA)                   |
| 1968, Mexikóváros    | Ion Drîmbă · Románia (ROU)                     | Kamuti Jenő · Magyarország (HUN)               | Daniel Revenu · Franciaország (FRA)                   |
| 1972, München        | Witold Woyda · Lengyelország (POL)             | Kamuti Jenő · Magyarország (HUN)               | Christian Noël · Franciaország (FRA)                  |
| 1976, Montréal       | Fabio Dal Zotto · Olaszország (ITA)            | Aljakszandr Ramanykov · Szovjetunió (URS)      | Bernard Talvard · Franciaország (FRA)                 |
| 1980, Moszkva        | Volodimir Szmirnov · Szovjetunió (URS)         | Pascal Jolyot · Franciaország (FRA)            | Aljakszandr Ramanykov · Szovjetunió (URS)             |
| 1984, Los Angeles    | Mauro Numa · Olaszország (ITA)                 | Matthias Behr · NSZK (FRG)                     | Stefano Cerioni · Olaszország (ITA)                   |
| 1988, Szöul          | Stefano Cerioni · Olaszország (ITA)            | Udo Wagner · NDK (GDR)                         | Aljakszandr Ramanykov · Szovjetunió (URS)             |
| 1992, Barcelona      | Philippe Omnès · Franciaország (FRA)           | Szerhij Holubickij · Egyesített Csapat (EUN)   | Elvis Gregory · Kuba (CUB)                            |
| 1996, Atlanta        | Alessandro Puccini · Olaszország (ITA)         | Lionel Plumenail · Franciaország (FRA)         | Franck Boidin · Franciaország (FRA)                   |
| 2000, Sydney         | Kim Jongho · Dél-Korea (KOR)                   | Ralf Bißdorf · Németország (GER)               | Dmitrij Sevcsenko · Oroszország (RUS)                 |
| 2004, Athén          | Brice Guyart · Franciaország (FRA)             | Salvatore Sanzo · Olaszország (ITA)            | Andrea Cassarà · Olaszország (ITA)                    |
| 2008, Peking         | Benjamin Kleibrink · Németország (GER)         | Óta Júki · Japán (JPN)                         | Salvatore Sanzo · Olaszország (ITA)                   |
| 2012, London         | Lej Seng (Lei Sheng) · Kína (CHN)              | Alá ed-Dín Abu el-Kászem · Egyiptom (EGY)      | Cshö Bjongcshol · Dél-Korea (KOR)                     |
| 2016, Rio de Janeiro | Daniele Garozzo · Olaszország (ITA)            | Alexander Massialas · Egyesült Államok (USA)   | Tyimur Szafin · Oroszország (RUS)                     |
| 2020, Tokió          | Cőng Ká-lóng (Cheung Ka-long) · Hongkong (HKG) | Daniele Garozzo · Olaszország (ITA)            | Alexander Choupenitch · Csehország (CZE)              |
| 2024, Párizs         | Cőng Ká-lóng (Cheung Ka-long) · Hongkong (HKG) | Filippo Macchi · Olaszország (ITA)             | Nick Itkin · Egyesült Államok (USA)                   |

### Tőr, csapat
| Olimpia              | Arany | Ezüst | Bronz |              |
| 1904, St. Louis      | Nemzetközi Csapat (ZZX) · Ramón Fonst (CUB) · Albertson Van Zo Post (USA) · Manuel Díaz (CUB)                                                           | Egyesült Államok (USA) · Charles Tatham · Fitzhugh Townsend · Arthur Fox                                                                                                 | Nem adták ki | Nem adták ki |
| 1908–1912            | Nem szerepelt az olimpiai programban | Nem szerepelt az olimpiai programban | Nem szerepelt az olimpiai programban |              |
| 1920, Antwerpen      | Olaszország (ITA) · Aldo Nadi · Nedo Nadi · Abelardo Olivier · Pietro Speciale · Rodolfo Terlizzi · Oreste Puliti · Tommaso Costantino · Baldo Baldi    | Franciaország (FRA) · André Labatut · Georges Trombert · Marcel Perrot · Lucien Gaudin · Philippe Cattiau · Roger Ducret · Gaston Amson · Lionel de Castellane-Majastres | Egyesült Államok (USA) · Francis Honeycutt · Arthur Lyon · Robert Sears · Henry Breckinridge · Harold Rayner                             |              |
| 1924, Párizs         | Franciaország (FRA) · Lucien Gaudin · Philippe Cattiau · Jacques Coutrot · Roger Ducret · Henri Jobier · André Labatut · Guy de Luget · Joseph Perotaux | Belgium (BEL) · Désiré Beaurain · Charles Crahay · Fernand de Montigny · Maurice Van Damme · Marcel Berré · Albert De Roocker                                            | Magyarország (HUN) · Berty László · Pósta Sándor · Schenker Zoltán · Tersztyánszky Ödön · Lichteneckert István                           |              |
| 1928, Amszterdam     | Olaszország (ITA) · Ugo Pignotti · Giulio Gaudini · Giorgio Pessina · Gioacchino Guaragna · Oreste Puliti · Giorgio Chiavacci                           | Franciaország (FRA) · Philippe Cattiau · Roger Ducret · André Labatut · Lucien Gaudin · Raymond Flacher · André Gaboriaud                                                | Argentína (ARG) · Roberto Larraz · Raúl Anganuzzi · Luis Lucchetti · Héctor Lucchetti · Carmelo Camet                                    |              |
| 1932, Los Angeles    | Franciaország (FRA) · Edward Gardère · René Bondoux · René Bougnol · René Lemoine · Philippe Cattiau · Jean Piot                                        | Olaszország (ITA) · Giulio Gaudini · Gustavo Marzi · Ugo Pignotti · Gioacchino Guaragna · Rodolfo Terlizzi · Giorgio Pessina                                             | Egyesült Államok (USA) · George Calnan · Richard Steere · Joseph Levis · Dernell Every · Hugh Alessandroni · Frank Righeimer             |              |
| 1936, Berlin         | Olaszország (ITA) · Giorgio Bocchino · Manlio Di Rosa · Gioacchino Guaragna · Ciro Verratti · Giulio Gaudini · Gustavo Marzi                            | Franciaország (FRA) · Edward Gardère · André Gardère · Jacques Coutrot · René Bougnol · René Bondoux · René Lemoine                                                      | Németország (GER) · Siegfried Lerdon · August Heim · Erwin Casmir · Julius Eisenecker · Stefan Rosenbauer · Otto Adam                    |              |
| 1948, London         | Franciaország (FRA) · Adrien Rommel · Christian d’Oriola · André Bonin · Jacques Lataste · Jéhan de Buhan · René Bougnol                                | Olaszország (ITA) · Saverio Ragno · Renzo Nostini · Manlio Di Rosa · Giorgio Pellini · Edoardo Mangiarotti · Giuliano Nostini                                            | Belgium (BEL) · André Van De Werve De Vorsselaer · Paul Valcke · Raymond Bru · Georges de Bourguignon · Henri Paternóster · Édouard Yves |              |
| 1952, Helsinki       | Franciaország (FRA) · Christian d’Oriola · Jacques Lataste · Jéhan de Buhan · Claude Netter · Jacques Noël · Adrien Rommel                              | Olaszország (ITA) · Giancarlo Bergamini · Antonio Spallino · Manlio Di Rosa · Giorgio Pellini · Edoardo Mangiarotti · Renzo Nostini                                      | Magyarország (HUN) · Palócz Endre · Berczelly Tibor · Tilli Endre · Gerevich Aladár · Sákovics József · Maszlay Lajos                    |              |
| 1956, Melbourne      | Olaszország (ITA) · Vittorio Lucarelli · Luigi Carpaneda · Manlio Di Rosa · Giancarlo Bergamini · Antonio Spallino · Edoardo Mangiarotti                | Franciaország (FRA) · Bernard Baudoux · René Coicaud · Claude Netter · Roger Closset · Christian d’Oriola · Jacques Lataste                                              | Magyarország (HUN) · Somodi Lajos · Gyuricza József · Tilli Endre · Marosi József · Fülöp Mihály · Sákovics József                       |              |
| 1960, Róma           | Szovjetunió (URS) · Viktor Zsdanovics · Mark Midler · Jurij Rudov · Jurij Sziszikin · German Szvesnyikov                                                | Olaszország (ITA) · Alberto Pellegrino · Luigi Carpaneda · Mario Curletto · Aldo Aureggi · Edoardo Mangiarotti                                                           | Egyesült Német Csapat (EUA) · Jürgen Theuerkauff · Tim Gerresheim · Eberhard Mehl · Jürgen Brecht                                        |              |
| 1964, Tokió          | Szovjetunió (URS) · Viktor Zsdanovics · Jurij Sarov · Jurij Sziszikin · German Szvesnyikov · Mark Midler                                                | Lengyelország (POL) · Witold Woyda · Zbigniew Skrudlik · Ryszard Parulski · Egon Franke · Janusz Różycki                                                                 | Franciaország (FRA) · Jacky Courtillat · Jean-Claude Magnan · Christian Noël · Daniel Revenu · Pierre Rodocanachi                        |              |
| 1968, Mexikóváros    | Franciaország (FRA) · Daniel Revenu · Gilles Berolatti · Christian Noël · Jean-Claude Magnan · Jacques Dimont                                           | Szovjetunió (URS) · German Szvesnyikov · Jurij Sarov · Vaszil Sztankovics · Viktor Putyatyin · Jurij Sziszikin                                                           | Lengyelország (POL) · Witold Woyda · Zbigniew Skrudlik · Ryszard Parulski · Egon Franke · Adam Lisewski                                  |              |
| 1972, München        | Lengyelország (POL) · Marek Dąbrowski · Jerzy Kaczmarek · Lech Koziejowski · Witold Woyda · Arkadiusz Godel                                             | Szovjetunió (URS) · Vlagyimir Gyenyiszov · Anatolij Kotyesev · Leonyid Romanov · Vaszil Sztankovics · Viktor Putyatyin                                                   | Franciaország (FRA) · Jean-Claude Magnan · Christian Noël · Daniel Revenu · Bernard Talvard · Gilles Berolatti                           |              |
| 1976, Montréal       | NSZK (FRG) · Matthias Behr · Thomas Bach · Harald Hein · Klaus Reichert · Erk Sens-Gorius                                                               | Olaszország (ITA) · Fabio Dal Zotto · Carlo Montano · Stefano Simoncelli · Giovanni Battista Coletti · Attilio Calatroni                                                 | Franciaország (FRA) · Christian Noël · Bernard Talvard · Didier Flament · Frédéric Pietruszka · Daniel Revenu                            |              |
| 1980, Moszkva        | Franciaország (FRA) · Didier Flament · Pascal Jolyot · Bruno Boscherie · Philippe Bonnin · Frédéric Pietruszka                                          | Szovjetunió (URS) · Aljakszandr Ramanykov · Volodimir Szmirnov · Szabirzsan Ruzijev · Asot Karagjan · Uladzimir Lapicki                                                  | Lengyelország (POL) · Adam Robak · Bogusław Zych · Lech Koziejowski · Marian Sypniewski                                                  |              |
| 1984, Los Angeles    | Olaszország (ITA) · Mauro Numa · Andrea Borella · Stefano Cerioni · Angelo Scuri · Andrea Cipressa                                                      | NSZK (FRG) · Matthias Behr · Matthias Gey · Harald Hein · Frank Beck · Klaus Reichert                                                                                    | Franciaország (FRA) · Philippe Omnès · Patrick Groc · Frédéric Pietruszka · Pascal Jolyot · Marc Cerboni                                 |              |
| 1988, Szöul          | Szovjetunió (URS) · Vladimer Apciauri · Anvar Ibragimov · Borisz Koreckij · İlqar Məmmədov · Aljakszandr Ramanykov                                      | NSZK (FRG) · Matthias Behr · Thomas Endres · Matthias Gey · Ulrich Schreck · Thorsten Weidner                                                                            | Magyarország (HUN) · Busa István · Érsek Zsolt · Gátai Róbert · Szekeres Pál · Szelei István                                             |              |
| 1992, Barcelona      | Németország (GER) · Udo Wagner · Ulrich Schreck · Thorsten Weidner · Alexander Koch · Ingo Weißenborn                                                   | Kuba (CUB) · Elvis Gregory · Guillermo Betancourt · Tulio Díaz · Oscar García Pérez · Hermenegildo García                                                                | Lengyelország (POL) · Marian Sypniewski · Piotr Kiełpikowski · Adam Krzesiński · Cezary Siess · Ryszard Sobczak                          |              |
| 1996, Atlanta        | Oroszország (RUS) · Dmitrij Sevcsenko · İlqar Məmmədov · Vlagyiszlav Pavlovics                                                                          | Lengyelország (POL) · Piotr Kiełpikowski · Adam Krzesiński · Ryszard Sobczak · Jarosław Rodzewicz                                                                        | Kuba (CUB) · Elvis Gregory · Rolando Tucker · Oscar García Pérez                                                                         |              |
| 2000, Sydney         | Franciaország (FRA) · Jean-Noël Ferrari · Brice Guyart · Patrice Lhôtellier · Lionel Plumenail                                                          | Kína (CHN) · Tung Csao-cse (Dong Zhaozhi) · Vang Haj-pin (Wang Haibin) · Je Csung (Ye Chong)                                                                             | Olaszország (ITA) · Daniele Crosta · Gabriele Magni · Salvatore Sanzo · Matteo Zennaro                                                   |              |
| 2004, Athén          | Olaszország (ITA) · Andrea Cassarà · Salvatore Sanzo · Simone Vanni                                                                                     | Kína (CHN) · Tung Csao-cse (Dong Zhaozhi) · Vang Haj-pin (Wang Haibin) · Vu Han-hsziung (Wu Hanxiong) · Je Csung (Ye Chong)                                              | Oroszország (RUS) · Renal Ganyejev · Jurij Molcsan · Ruszlan Naszibulin · Vjacseszlav Pozdnyakov                                         |              |
| 2008, Peking         | Nem szerepelt az olimpiai programban | Nem szerepelt az olimpiai programban | Nem szerepelt az olimpiai programban |              |
| 2012, London         | Olaszország (ITA) · Giorgio Avola · Andrea Baldini · Andrea Cassarà · Valerio Aspromonte                                                                | Japán (JPN) · Avadzsi Szuguru · Csida Kenta · Mijake Rjó · Óta Júki | Németország (GER) · Peter Joppich · Sebastian Bachmann · Benjamin Kleibrink · André Weßels                                               |              |
| 2016, Rio de Janeiro | Oroszország (RUS) · Artur Ahmathuzin · Alekszej Cseremiszinov · Tyimur Szafin                                                                           | Franciaország (FRA) · Jérémy Cadot · Enzo Lefort · Erwann Le Péchoux · Jean-Paul Tony Helissey                                                                           | Egyesült Államok (USA) · Miles Chamley-Watson · Race Imboden · Alexander Massialas · Gerek Meinhardt                                     |              |
| 2020, Tokió          | Franciaország (FRA) · Enzo Lefort · Erwann Le Péchoux · Julien Mertine · Maxime Pauty                                                                   | Az Orosz Olimpiai Bizottság versenyzői (ROC) · Anton Borodacsov · Kirill Borodacsov · Vlagyiszlav Milnyikov · Tyimur Szafin                                              | Egyesült Államok (USA) · Race Imboden · Nick Itkin · Alexander Massialas · Gerek Meinhardt                                               |              |
| 2024, Párizs         | Japán (JPN) · Macujama Kjószuke · Sikine Takahiro · Iimura Kazuki · Nagano Júdai                                                                        | Olaszország (ITA) · Guillaume Bianchi · Filippo Macchi · Tommaso Marini · Alessio Foconi                                                                                 | Franciaország (FRA) · Maximilien Chastanet · Maxime Pauty · Enzo Lefort · Julien Mertine                                                 |              |

### Párbajtőr, egyéni
| Olimpia              | Arany                                             | Ezüst                                       | Bronz                                          |
| 1900, Párizs         | Ramón Fonst · Kuba (CUB)                          | Louis Perrée · Franciaország (FRA)          | Léon Sée · Franciaország (FRA)                 |
| 1904, St. Louis      | Ramón Fonst · Kuba (CUB)                          | Charles Tatham · Egyesült Államok (USA)     | Albertson Van Zo Post · Egyesült Államok (USA) |
| 1908, London         | Gaston Alibert · Franciaország (FRA)              | Alexandre Lippmann · Franciaország (FRA)    | Eugène Olivier · Franciaország (FRA)           |
| 1912, Stockholm      | Paul Anspach · Belgium (BEL)                      | Ivan Osiier · Dánia (DEN)                   | Philippe Le Hardy de Beaulieu · Belgium (BEL)  |
| 1920, Antwerpen      | Armand Massard · Franciaország (FRA)              | Alexandre Lippmann · Franciaország (FRA)    | Gustave Buchard · Franciaország (FRA)          |
| 1924, Paris          | Charles Delporte · Belgium (BEL)                  | Roger Ducret · Franciaország (FRA)          | Nils Hellsten · Svédország (SWE)               |
| 1928, Amszterdam     | Lucien Gaudin · Franciaország (FRA)               | Georges Buchard · Franciaország (FRA)       | George Calnan · Egyesült Államok (USA)         |
| 1932, Los Angeles    | Giancarlo Cornaggia-Medici · Olaszország (ITA)    | Georges Buchard · Franciaország (FRA)       | Carlo Agostoni · Olaszország (ITA)             |
| 1936, Berlin         | Franco Riccardi · Olaszország (ITA)               | Saverio Ragno · Olaszország (ITA)           | Giancarlo Cornaggia-Medici · Olaszország (ITA) |
| 1948, London         | Luigi Cantone · Olaszország (ITA)                 | Oswald Zappelli · Svájc (SUI)               | Edoardo Mangiarotti · Olaszország (ITA)        |
| 1952, Helsinki       | Edoardo Mangiarotti · Olaszország (ITA)           | Dario Mangiarotti · Olaszország (ITA)       | Oswald Zappelli · Svájc (SUI)                  |
| 1956, Melbourne      | Carlo Pavesi · Olaszország (ITA)                  | Giuseppe Delfino · Olaszország (ITA)        | Edoardo Mangiarotti · Olaszország (ITA)        |
| 1960, Róma           | Giuseppe Delfino · Olaszország (ITA)              | Allan Jay · Nagy-Britannia (GBR)            | Bruno Habārovs · Szovjetunió (URS)             |
| 1964, Tokió          | Hrihorij Krissz · Szovjetunió (URS)               | Bill Hoskyns · Nagy-Britannia (GBR)         | Guram Kosztava · Szovjetunió (URS)             |
| 1968, Mexikóváros    | Kulcsár Győző · Magyarország (HUN)                | Hrihorij Krissz · Szovjetunió (URS)         | Gianluigi Saccaro · Olaszország (ITA)          |
| 1972, München        | Fenyvesi Csaba · Magyarország (HUN)               | Jacques Ladègaillerie · Franciaország (FRA) | Kulcsár Győző · Magyarország (HUN)             |
| 1976, Montréal       | Alexander Pusch · NSZK (FRG)                      | Hans-Jürgen Hehn · NSZK (FRG)               | Kulcsár Győző · Magyarország (HUN)             |
| 1980, Moszkva        | Johan Harmenberg · Svédország (SWE)               | Kolczonay Ernő · Magyarország (HUN)         | Philippe Riboud · Franciaország (FRA)          |
| 1984, Los Angeles    | Philippe Boisse · Franciaország (FRA)             | Björne Väggö · Svédország (SWE)             | Philippe Riboud · Franciaország (FRA)          |
| 1988, Szöul          | Arnd Schmitt · NSZK (FRG)                         | Philippe Riboud · Franciaország (FRA)       | Andrej Suvalov · Szovjetunió (URS)             |
| 1992, Barcelona      | Éric Srecki · Franciaország (FRA)                 | Pavel Kolobkov · Egyesített Csapat (EUN)    | Jean-Michel Henry · Franciaország (FRA)        |
| 1996, Atlanta        | Alekszandr Beketov · Oroszország (RUS)            | Iván Trevejo · Kuba (CUB)                   | Imre Géza · Magyarország (HUN)                 |
| 2000, Sydney         | Pavel Kolobkov · Oroszország (RUS)                | Hugues Obry · Franciaország (FRA)           | I Szanggi · Dél-Korea (KOR)                    |
| 2004, Athén          | Marcel Fischer · Svájc (SUI)                      | Vang Lej (Wang Lei) · Kína (CHN)            | Pavel Kolobkov · Oroszország (RUS)             |
| 2008, Peking         | Matteo Tagliariol · Olaszország (ITA)             | Fabrice Jeannet · Franciaország (FRA)       | José Luis Abajo · Spanyolország (ESP)          |
| 2012, London         | Rubén Limardo · Venezuela (VEN)                   | Bartosz Piasecki · Norvégia (NOR)           | Csong Dzsinszon · Dél-Korea (KOR)              |
| 2016, Rio de Janeiro | Pak Szangjong (Park Sang-yeong) · Dél-Korea (KOR) | Imre Géza · Magyarország (HUN)              | Gauthier Grumier · Franciaország (FRA)         |
| 2020, Tokió          | Romain Cannone · Franciaország (FRA)              | Siklósi Gergely · Magyarország (HUN)        | Ihor Rejzlin · Ukrajna (UKR)                   |
| 2024, Párizs         | Kanó Kóki · Japán (JPN)                           | Yannick Borel · Franciaország (FRA)         | Mohamed esz-Szajed · Egyiptom (EGY)            |

### Párbajtőr, csapat
| Olimpia              | Arany | Ezüst | Bronz |
| 1908, London         | Franciaország (FRA) · Gaston Alibert · Bernard Gravier · Alexandre Lippmann · Jean Stern · Eugène Olivier · Herman Georges Berger · Charles Collignon                                         | Nagy-Britannia (GBR) · Edgar Amphlett · Leaf Daniell · Cecil Haig · Martin Holt · Robert Montgomerie · Edgar Seligman                                                                      | Belgium (BEL) · Paul Anspach · Désiré Beaurain · Fernand Bosmans · Fernand de Montigny · Ferdinand Feyerick · François Rom · Victor Willems      |
| 1912, Stockholm      | Belgium (BEL) · Paul Anspach · Henri Anspach · Robert Hennet · Fernand de Montigny · Jacques Ochs · François Rom · Gaston Salmon · Victor Willems                                             | Nagy-Britannia (GBR) · Edgar Seligman · Robert Montgomerie · Percival Davson · Arthur Everitt · Sydney Martineau · Martin Holt · Edgar Amphlett · John Blake                               | Hollandia (NED) · Arie de Jong · Willem Hubert van Blijenburgh · Jetze Doorman · Leo Nardus · George van Rossem                                  |
| 1920, Antwerpen      | Olaszország (ITA) · Aldo Nadi · Nedo Nadi · Abelardo Olivier · Giovanni Canova · Dino Urbani · Tullio Bozza · Andrea Marrazzi · Antonio Allocchio · Tommaso Costantino · Paolo Thaon di Revel | Belgium (BEL) · Paul Anspach · Léon Tom · Ernest Gevers · Félix Goblet d’Alviella · Victor Boin · Joseph De Craecker · Philippe Le Hardy de Beaulieu · Fernand de Montigny · Maurice Dewee | Franciaország (FRA) · Armand Massard · Alexandre Lippmann · Gustave Buchard · Georges Casanova · Georges Trombert · Gaston Amson · Émile Moureau |
| 1924, Párizs         | Franciaország (FRA) · Lucien Gaudin · Georges Buchard · Roger Ducret · André Labatut · Robert Liottel · Alexandre Lippmann · Georges Tainturier                                               | Belgium (BEL) · Paul Anspach · Joseph De Craecker · Charles Delporte · Fernand de Montigny · Ernest Gevers · Léon Tom                                                                      | Olaszország (ITA) · Giulio Basletta · Marcello Bertinetti · Giovanni Canova · Vincenzo Cuccia · Virgilio Mantegazza · Oreste Moricca             |
| 1928, Amszterdam     | Olaszország (ITA) · Giulio Basletta · Marcello Bertinetti · Giancarlo Cornaggia-Medici · Carlo Agostoni · Renzo Minoli · Franco Riccardi                                                      | Franciaország (FRA) · Armand Massard · Georges Buchard · Gaston Amson · Émile Cornic · Bernard Schmetz · René Barbier                                                                      | Portugália (POR) · Paulo Leal · Mário de Noronha · Jorge de Paiva · Frederico Paredes · João Sassetti · Henrique da Silveira                     |
| 1932, Los Angeles    | Franciaország (FRA) · Fernand Jourdant · Bernard Schmetz · Georges Tainturier · Georges Buchard · Jean Piot · Philippe Cattiau                                                                | Olaszország (ITA) · Saverio Ragno · Giancarlo Cornaggia-Medici · Franco Riccardi · Carlo Agostoni · Renzo Minoli                                                                           | Egyesült Államok (USA) · George Calnan · Gustave Heiss · Frank Righeimer · Tracy Jaeckel · Curtis Shears · Miguel de Capriles                    |
| 1936, Berlin         | Olaszország (ITA) · Alfredo Pezzana · Edoardo Mangiarotti · Saverio Ragno · Giancarlo Cornaggia-Medici · Giancarlo Brusati · Franco Riccardi                                                  | Svédország (SWE) · Hans Drakenberg · Hans Granfelt · Gustaf Dyrssen · Gustav Almgren · Birger Cederin · Sven Thofelt                                                                       | Franciaország (FRA) · Henri Dulieux · Philippe Cattiau · Georges Buchard · Paul Wormser · Michel Pécheux · Bernard Schmetz                       |
| 1948, London         | Franciaország (FRA) · Maurice Huet · Michel Pécheux · Marcel Desprets · Édouard Artigas · Henri Guérin · Henri Lepage                                                                         | Olaszország (ITA) · Luigi Cantone · Marco Antonio Mandruzzato · Carlo Agostoni · Edoardo Mangiarotti · Fiorenzo Marini · Dario Mangiarotti                                                 | Svédország (SWE) · Frank Cervell · Carl Forssell · Bengt Ljungquist · Sven Thofelt · Per Carleson · Arne Tollbom                                 |
| 1952, Helsinki       | Olaszország (ITA) · Roberto Battaglia · Carlo Pavesi · Franco Bertinetti · Giuseppe Delfino · Dario Mangiarotti · Edoardo Mangiarotti                                                         | Svédország (SWE) · Berndt-Otto Rehbinder · Bengt Ljungquist · Per Carleson · Carl Forssell · Sven Fahlman · Lennart Magnusson                                                              | Svájc (SUI) · Otto Rüfenacht · Paul Meister · Oswald Zappelli · Willy Fitting · Mario Valota · Paul Barth                                        |
| 1956, Melbourne      | Olaszország (ITA) · Giuseppe Delfino · Franco Bertinetti · Alberto Pellegrino · Giorgio Anglesio · Carlo Pavesi · Edoardo Mangiarotti                                                         | Magyarország (HUN) · Rerrich Béla · Nagy Ambrus · Berzsenyi Barnabás · Marosi József · Sákovics József · Balthazár Lajos                                                                   | Franciaország (FRA) · Yves Dreyfus · René Queyroux · Daniel Dagallier · Claude Nigon · Armand Mouyal                                             |
| 1960, Róma           | Olaszország (ITA) · Giuseppe Delfino · Alberto Pellegrino · Carlo Pavesi · Edoardo Mangiarotti · Fiorenzo Marini · Gianluigi Saccaro                                                          | Nagy-Britannia (GBR) · Allan Jay · Michael Howard · John Pelling · Bill Hoskyns · Raymond Harrison · Michael Alexander                                                                     | Szovjetunió (URS) · Valentin Csernikov · Guram Kosztava · Arnold Csarnusevics · Bruno Habārovs · Aljakszandr Pavlovszki                          |
| 1964, Tokió          | Magyarország (HUN) · Bárány Árpád · Gábor Tamás · Kausz István · Kulcsár Győző · Nemere Zoltán                                                                                                | Olaszország (ITA) · Giovanni Battista Breda · Giuseppe Delfino · Gianfranco Paolucci · Alberto Pellegrino · Gianluigi Saccaro                                                              | Franciaország (FRA) · Claude Bourquard · Claude Brodin · Jacques Brodin · Yves Dreyfus · Jacques Guittet                                         |
| 1968, Mexikóváros    | Magyarország (HUN) · Fenyvesi Csaba · Nemere Zoltán · Schmitt Pál · Kulcsár Győző · B. Nagy Pál                                                                                               | Szovjetunió (URS) · Hrihorij Krissz · Joszip Vitebszkij · Alekszej Nyikancsikov · Jurij Szmoljakov · Viktor Modzolevszkij                                                                  | Lengyelország (POL) · Bohdan Andrzejewski · Michał Butkiewicz · Bohdan Gonsior · Henryk Nielaba · Kazimierz Barburski                            |
| 1972, München        | Magyarország (HUN) · Erdős Sándor · Fenyvesi Csaba · Kulcsár Győző · Schmitt Pál · Osztrics István                                                                                            | Svájc (SUI) · Guy Evéquoz · Daniel Giger · Christian Kauter · Peter Lötscher · François Suchanecki                                                                                         | Szovjetunió (URS) · Viktor Modzolevszkij · Szergej Paramonov · Igor Valetov · Georgi Zažitski · Hrihorij Krissz                                  |
| 1976, Montréal       | Svédország (SWE) · Carl von Essen · Hans Jacobson · Rolf Edling · Leif Högström · Göran Flodström                                                                                             | NSZK (FRG) · Alexander Pusch · Hans-Jürgen Hehn · Reinhold Behr · Volker Fischer · Hanns Jana                                                                                              | Svájc (SUI) · François Suchanecki · Michel Poffet · Daniel Giger · Christian Kauter · Jean-Blaise Evéquoz                                        |
| 1980, Moszkva        | Franciaország (FRA) · Philippe Riboud · Patrick Picot · Hubert Gardas · Philippe Boisse · Michel Salesse                                                                                      | Lengyelország (POL) · Piotr Jabłkowski · Andrzej Lis · Leszek Swornowski · Ludomir Chronowski · Mariusz Strzałka                                                                           | Szovjetunió (URS) · Asot Karagjan · Borisz Lukomszkij · Alekszandr Abusahmetov · Alekszandr Mozsajev · Volodimir Szmirnov                        |
| 1984, Los Angeles    | NSZK (FRG) · Elmar Borrmann · Volker Fischer · Gerhard Heer · Rafael Nickel · Alexander Pusch                                                                                                 | Franciaország (FRA) · Philippe Boisse · Jean-Michel Henry · Olivier Lenglet · Philippe Riboud · Michel Salesse                                                                             | Olaszország (ITA) · Stefano Bellone · Sandro Cuomo · Cosimo Ferro · Roberto Manzi · Angelo Mazzoni                                               |
| 1988, Szöul          | Franciaország (FRA) · Frédéric Delpla · Jean-Michel Henry · Olivier Lenglet · Philippe Riboud · Éric Srecki                                                                                   | NSZK (FRG) · Elmar Borrmann · Volker Fischer · Thomas Gerull · Alexander Pusch · Arnd Schmitt                                                                                              | Szovjetunió (URS) · Andrej Suvalov · Pavel Kolobkov · Vlagyimir Reznyicsenko · Mihajlo Tisko · Igor Tyihomirov                                   |
| 1992, Barcelona      | Németország (GER) · Elmar Borrmann · Robert Felisiak · Arnd Schmitt · Uwe Proske · Wladimir Resnitschenko                                                                                     | Magyarország (HUN) · Kovács Iván · Kulcsár Krisztián · Hegedűs Ferenc · Kolczonay Ernő · Totola Gábor                                                                                      | Egyesített Csapat (EUN) · Pavel Kolobkov · Andrej Suvalov · Szerhij Kravcsuk · Szergej Kosztarev · Valerij Zaharevics                            |
| 1996, Atlanta        | Olaszország (ITA) · Sandro Cuomo · Angelo Mazzoni · Maurizio Randazzo | Oroszország (RUS) · Alekszandr Beketov · Pavel Kolobkov · Valerij Zaharevics | Franciaország (FRA) · Jean-Michel Henry · Robert Leroux · Éric Srecki                                                                            |
| 2000, Sydney         | Olaszország (ITA) · Angelo Mazzoni · Paolo Milanoli · Maurizio Randazzo · Alfredo Rota | Franciaország (FRA) · Jean-François Di Martino · Hugues Obry · Éric Srecki | Kuba (CUB) · Nelson Loyola · Carlos Pedroso · Iván Trevejo                                                                                       |
| 2004, Athén          | Franciaország (FRA) · Fabrice Jeannet · Jérôme Jeannet · Hugues Obry · Éric Boisse | Magyarország (HUN) · Boczkó Gábor · Kulcsár Krisztián · Kovács Iván · Imre Géza | Németország (GER) · Sven Schmid · Jörg Fiedler · Daniel Strigel                                                                                  |
| 2008, Peking         | Franciaország (FRA) · Jérôme Jeannet · Fabrice Jeannet · Ulrich Robeiri | Lengyelország (POL) · Robert Andrzejuk · Tomasz Motyka · Adam Wiercioch · Radosław Zawrotniak                                                                                              | Olaszország (ITA) · Stefano Carozzo · Diego Confalonieri · Alfredo Rota · Matteo Tagliariol                                                      |
| 2012, London         | Nem szerepelt az olimpiai programban | Nem szerepelt az olimpiai programban | Nem szerepelt az olimpiai programban |
| 2016, Rio de Janeiro | Franciaország (FRA) · Yannick Borel · Gauthier Grumier · Daniel Jérent · Jean-Michel Lucenay                                                                                                  | Olaszország (ITA) · Marco Fichera · Enrico Garozzo · Paolo Pizzo · Andrea Santarelli | Magyarország (HUN) · Boczkó Gábor · Imre Géza · Rédli András · Somfai Péter                                                                      |
| 2020, Tokió          | Japán (JPN) · Kanó Kóki · Minobe Kazujaszu · Jamada Maszaru · Ujama Szatoru | Az Orosz Olimpiai Bizottság versenyzői (ROC) · Szergej Bida · Szergej Hodosz · Nyikita Glazkov · Pavel Szuhov                                                                              | Dél-Korea (KOR) · Pak Szangjong (Park Sang-yeong) · Ma Szegon (Ma Se-geon) · Szong Dzseho (Song Jae-ho) · Kvon Jongdzsun (Kweon Young-jun)       |
| 2024, Párizs         | Magyarország (HUN) · Andrásfi Tibor · Koch Máté · Nagy Dávid · Siklósi Gergely | Japán (JPN) · Komata Akira · Jamada Maszaru · Kanó Kóki · Minobe Kazujaszu | Csehország (CZE) · Jiří Beran · Michal Čupr · Jakub Jurka · Martin Rubeš                                                                         |

### Kard, egyéni
| Olimpia              | Arany                                       | Ezüst                                     | Bronz                                             |
| 1896, Athén          | Joánisz Jeorjádisz · Görögország (GRE)      | Tilémahosz Karákalosz · Görögország (GRE) | Holger Nielsen · Dánia (DEN)                      |
| 1900, Párizs         | Georges de la Falaise · Franciaország (FRA) | Léon Thiébaut · Franciaország (FRA)       | Siegfried Flesch · Ausztria (AUT)                 |
| 1904, St. Louis      | Manuel Díaz · Kuba (CUB)                    | William Grebe · Egyesült Államok (USA)    | Albertson Van Zo Post · Egyesült Államok (USA)    |
| 1908, London         | Fuchs Jenő · Magyarország (HUN)             | Zulawszky Béla · Magyarország (HUN)       | Vilém Goppold von Lobsdorf · Cseh Királyság (BOH) |
| 1912, Stockholm      | Fuchs Jenő · Magyarország (HUN)             | Békessy Béla · Magyarország (HUN)         | Mészáros Ervin · Magyarország (HUN)               |
| 1920, Antwerpen      | Nedo Nadi · Olaszország (ITA)               | Aldo Nadi · Olaszország (ITA)             | Arie de Jong · Hollandia (NED)                    |
| 1924, Párizs         | Pósta Sándor · Magyarország (HUN)           | Roger Ducret · Franciaország (FRA)        | Garay János · Magyarország (HUN)                  |
| 1928, Amszterdam     | Tersztyánszky Ödön · Magyarország (HUN)     | Petschauer Attila · Magyarország (HUN)    | Bino Bini · Olaszország (ITA)                     |
| 1932, Los Angeles    | Piller György · Magyarország (HUN)          | Giulio Gaudini · Olaszország (ITA)        | Kabos Endre · Magyarország (HUN)                  |
| 1936, Berlin         | Kabos Endre · Magyarország (HUN)            | Gustavo Marzi · Olaszország (ITA)         | Gerevich Aladár · Magyarország (HUN)              |
| 1948, London         | Gerevich Aladár · Magyarország (HUN)        | Vincenzo Pinton · Olaszország (ITA)       | Kovács Pál · Magyarország (HUN)                   |
| 1952, HeLsinki       | Kovács Pál · Magyarország (HUN)             | Gerevich Aladár · Magyarország (HUN)      | Berczelly Tibor · Magyarország (HUN)              |
| 1956, Melbourne      | Kárpáti Rudolf · Magyarország (HUN)         | Jerzy Pawłowski · Lengyelország (POL)     | Lev Kuznyecov · Szovjetunió (URS)                 |
| 1960, Róma           | Kárpáti Rudolf · Magyarország (HUN)         | Horváth Zoltán · Magyarország (HUN)       | Wladimiro Calarese · Olaszország (ITA)            |
| 1964, Tokió          | Pézsa Tibor · Magyarország (HUN)            | Claude Arabo · Franciaország (FRA)        | Umjar Mavlihanov · Szovjetunió (URS)              |
| 1968, Mexikóváros    | Jerzy Pawłowski · Lengyelország (POL)       | Mark Rakita · Szovjetunió (URS)           | Pézsa Tibor · Magyarország (HUN)                  |
| 1972, München        | Viktor Szigyak · Szovjetunió (URS)          | Marót Péter · Magyarország (HUN)          | Vlagyimir Nazlimov · Szovjetunió (URS)            |
| 1976, Montréal       | Viktor Krovopuszkov · Szovjetunió (URS)     | Vlagyimir Nazlimov · Szovjetunió (URS)    | Viktor Szigyak · Szovjetunió (URS)                |
| 1980, Moszkva        | Viktor Krovopuszkov · Szovjetunió (URS)     | Mihail Burcev · Szovjetunió (URS)         | Gedővári Imre · Magyarország (HUN)                |
| 1984, Los Angeles    | Jean-François Lamour · Franciaország (FRA)  | Marco Marin · Olaszország (ITA)           | Peter Westbrook · Egyesült Államok (USA)          |
| 1988, Szöul          | Jean-François Lamour · Franciaország (FRA)  | Janusz Olech · Lengyelország (POL)        | Giovanni Scalzo · Olaszország (ITA)               |
| 1992, Barcelona      | Szabó Bence · Magyarország (HUN)            | Marco Marin · Olaszország (ITA)           | Jean-François Lamour · Franciaország (FRA)        |
| 1996, Atlanta        | Sztanyiszlav Pozdnyakov · Oroszország (RUS) | Szergej Sarikov · Oroszország (RUS)       | Damien Touya · Franciaország (FRA)                |
| 2000, Sydney         | Mihai Covaliu · Románia (ROU)               | Mathieu Gourdain · Franciaország (FRA)    | Wiradech Kothny · Németország (GER)               |
| 2004, Athén          | Aldo Montano · Olaszország (ITA)            | Nemcsik Zsolt · Magyarország (HUN)        | Vladiszlav Tretyak · Ukrajna (UKR)                |
| 2008, Peking         | Csung Man (Zhong Man) · Kína (CHN)          | Nicolas Lopez · Franciaország (FRA)       | Mihai Covaliu · Románia (ROU)                     |
| 2012, London         | Szilágyi Áron · Magyarország (HUN)          | Diego Occhiuzzi · Olaszország (ITA)       | Nyikolaj Kovaljov · Oroszország (RUS)             |
| 2016, Rio de Janeiro | Szilágyi Áron · Magyarország (HUN)          | Daryl Homer · Egyesült Államok (USA)      | Kim Dzsonghvan (Kim Jeong-hwan) · Dél-Korea (KOR) |
| 2020, Tokió          | Szilágyi Áron · Magyarország (HUN)          | Luigi Samele · Olaszország (ITA)          | Kim Dzsonghvan (Kim Jeong-hwan) · Dél-Korea (KOR) |
| 2024, Párizs         | O Szanguk (Oh Sang-uk) · Dél-Korea (KOR)    | Farès Ferjani · Tunézia (TUN)             | Luigi Samele · Olaszország (ITA)                  |

## Megszűnt versenyszámok

### Tőr, vívómestereknek
| Olimpia      | Arany                                 | Ezüst                                      | Bronz                                        |
| 1896, Athén  | Leonídasz Pírgosz · Görögország (GRE) | Joanni Perronet · Franciaország (FRA)      | Nem adták ki                                 |
| 1900, Párizs | Lucien Mérignac · Franciaország (FRA) | Alphonse Kirchhoffer · Franciaország (FRA) | Jean-Baptiste Mimiague · Franciaország (FRA) |

### Párbajtőr, vívómestereknek
| Olimpia      | Arany                             | Ezüst                                 | Bronz                               |
| 1900, Párizs | Albert Ayat · Franciaország (FRA) | Gilbert Bougnol · Franciaország (FRA) | Henri Laurent · Franciaország (FRA) |

### Párbajtőr, amatőröknek és vívómestereknek
| Olimpia      | Arany                             | Ezüst                    | Bronz                          |
| 1900, Párizs | Albert Ayat · Franciaország (FRA) | Ramón Fonst · Kuba (CUB) | Léon Sée · Franciaország (FRA) |

### Kard, vívómestereknek
| Olimpia      | Arany                             | Ezüst                              | Bronz                          |
| 1900, Párizs | Antonio Conte · Olaszország (ITA) | Italo Santelli · Olaszország (ITA) | Milan Neralić · Ausztria (AUT) |

### Botvívás
| Olimpia         | Arany                                          | Ezüst                                     | Bronz                                  |
| 1904, St. Louis | Albertson Van Zo Post · Egyesült Államok (USA) | William O’Connor · Egyesült Államok (USA) | William Grebe · Egyesült Államok (USA) |